# Радио Бургас
Радио Бургас е регионална програма на Българското национално радио. Официално е открито на 31 май 2012 г. Радито е 14-часова регионална програма, излъчваща самостоятелни предавания от 7:00 до 21:00 часа, която се излъчва ефирно на ултракъси вълни. В 21:00 ч. Радио „Бургас“ се комутира с програма „Хоризонт“ на БНР. Два пъти дневно – в 11:00 и в 16:00 часа, се излъчват и новини на английски и руски език за чуждестранните гости на Южното Черноморие, подготвяни от екипа на Радио „България“. Сигналът на Радио „Бургас“ обхваща района на българското черноморско крайбрежие от Бургас, Слънчев бряг до Синеморец и вътрешността на страната в районите на Карнобат, Айтос, Средец, Малко Търново, Царево, Елхово, Сливен и Ямбол. Чрез предавателите на БНР в Малко Търново и Елхово радиото достига и до пограничните райони в Странджа и Сакар, които преди това са покривани ефирно от радиостанции на съседни държави.
На 9 юли 2013 г. е включен предавател на ултракъси вълни в Ямбол със зона на покритие между градовете Ямбол и Сливен.
Сградата на Радио „Бургас“ е паметник на културата. Намира се на ул. „Филип Кутев“ 2 в град Бургас, в старата част на града до пристанищната зона. Изцяло реставрирана и оборудвана с най-модерната техника на Българското национално радио, Радио „Бургас“ е едно от най-модераните технологични радиосъоръжения. Студийните комплекси и оборудване са изградени върху цифрова технология: цифрови смесителни пултове, работни станции, интегрирани в компютърната система за автоматизация на производството „Далет+”, висококачествени контролни звукови монитори и кондензаторни микрофони и друго модерно оборудване. Гъвкава, надеждна и сигурна система, която спестява в пъти време и средства, а също и труд, с която закъснението на звука във връзката Бургас – София е само 7 милисекунди.
Радио „Бургас“ излъчва на живо и в Интернет.

## Предавателна мрежа на ултракъси вълни
| Град (предавателна станция)          | УКВ честота, MHz | мощност, kW |
| ------------------------------------ | ---------------- | ----------- |
| Бургас („Бакърлъка“)                 | 92,50            | 1,0         |
| Елхово (РРС „Изгрев“)                | 106,00           | 0,50        |
| Малко Търново (ТВРС „Малко Търново“) | 98,90            | 1,0         |
| Царево (връх Папия)                  | 91,70            | 1,0         |
| Ямбол (РРС „Бакаджик“)               | 91,90            | 1,0         |